# Michelbach-le-Bas
Michelbach-le-Bas (en allemand Niedermichelbach) est une commune française située dans le canton de Saint-Louis (anciennement canton de Huningue jusqu'en 2014), dans l'arrondissement de Mulhouse, et dans la circonscription administrative du Haut-Rhin et, depuis le 1er janvier 2021, dans le territoire de la Collectivité européenne d'Alsace, en région Grand Est. Cette commune est un petit village qui se trouve dans la région historique et culturelle d'Alsace.

## Géographie
| Kappelen        | Brinckheim        |                |
|                 | Michelbach-le-Bas | Blotzheim      |
| Ranspach-le-Bas |                   | Attenschwiller |

### Localisation
Michelbach-le-Bas est situé dans le Sundgau oriental, dans le bassin de l'Alte Bach, à la confluence de deux vallées, celles du Willerbach et celle de l'Alte Bach, à 9,97 km au Nord-Ouest de Bâle, à 20,14 km au Sud-Est de Mulhouse et à 45,41 km à l'Est de Belfort (distances aériennes). La superficie du banc communal est de 4,94 km2 (494 hectares). Sa latitude est de 47,594 degrés Nord et sa longitude de 7,465 degrés Est. Les communes proches de Michelbach-le-Bas sont Ranspach-le-Bas à 1,51 km, Blotzheim à 2,58 km, Attenschwiller à 2,99 km, Michelbach-le-Haut à 3,37 km, et Kappelen à 3,47 km (distances aériennes),.

### Géologie et relief, hydrographie
Le village s'étend de part et d'autre des deux cours d'eau que sont l'Alte Bach et le Willerbach. L'ancienne voie de chemin de fer, en crête, dessine le relief du site villageois. Les paysages sont légèrement vallonnés, ponctués d'arbres isolés et de bosquets. La lisière forestière limite le champ visuel vers le Sud et le Nord. L'accès aux plateaux de cultures se fait par des chemins creux. Ces éléments typiques associés à la voûte végétale créent une ambiance singulière, très appréciée des promeneurs. L'altitude moyenne de la commune est de 295 mètres environ (avec une altitude minimale de 284 mètres, et une altitude maximale de 346 mètres). Les habitations proches du ruisseau de l'Alte Bach sont déclarées comme étant en Zones Inondables en cas de crue, cette zone concerne le cœur du village et une partie des nouveaux lotissements de la rue des Aulnes et de la rue de l'Altenbach.

### Voies de communication et transports

#### Noms des parcelles, champs ou lieux-dits du ban communal
On compte 59 noms de parcelles, champs ou lieux-dits historiques pour désigner chaque partie du banc communal (s'agissant des noms historiques, ils sont bien sûr de consonance alémanique) : Auf der Hocheich, Aussere Birken, Baselboden, Bischofsbach, Blotzheimerstrasse, Bruckler, Brunneleacker, Brunneleboden, Brunngasse, Brunngassenberg, Ebene, Ebertal, Eichlenboden, Eichmatten, Freinberg, Grosser Acker, Haesinger Strasse, Hallen, Helgengaertle, Hinten an den Birken, Hinten auf der Hocheich, Hinter dem Helgenberg, Hinter dem Ried, Hinter der Kirche, Hohle Matten, Holzmatten, Im Ried, Innere Holzmatte, Kirchacker, Kropfholz, Lachenboden, Lehmatten, Mittlerer Berg, Muehlenmatten, Muehlenrain, Niederberg, Niedere Holzmatten, Niederfeld, Oben an den Birken, Obere Matten, Oberfeld, Ohmethoelzle, Reckwiller, Riedle, Roedelacker, Roggenberg, Rutiberg, Seilinger, Stockenacker, Stuhlacker, Tiefer Boden, Tiefer Grund, Tierbach, Winzerhauslein, Zehntelweg, Zielacker, Zur Rueth, Zwischen den Baechen.

#### Noms des rues du village
Le village compte 19 rues urbanisées (par ordre alphabétique) : rue des Acacias, rue de l'Altenbach, rue des Aulnes, rue de Blotzheim, rue de la Dîme, rue de Église, rue des Frênes, rue de la Halle, rue du Jura, chemin de Kappelen, rue des Lilas, rue de Lubbon, rue des Merles, rue du Moulin, résidence le Petit Bois, rue de Ranspach, rue de la République, rue des Vergers, rue des Vignes.
Néanmoins, avec la création d'un nouveau lotissement, dont les travaux de voiries et de viabilisation ont été achevés en 2017, entre la rue des Vignes et la rue du Jura, juste après l'ancien pont ferroviaire au début de la rue des Vergers, une nouvelle et 20e rue est née : la rue Bellevue.
Au lieu-dit Zehntelweg, côté Ouest de la rue des Vignes, en face de la rue Bellevue, et au-dessous de la rue de la Dîme, il est désormais prévu, dans le cadre de la constitution de l'AFUA des Cerisiers, la création d'un nouveau lotissement, une demande ayant été reçue en mairie fin 2016. À terme, cela devrait aboutir à la création d'une nouvelle et 21e rue urbanisée.

#### La route départementale
La commune est traversée par la route départementale D12b1 qui part à l'Ouest de Ranspach-le-bas (carrefour avec la route D419 dite "route haute" qui relie Saint-Louis à Belfort) et qui, traversant Michelbach-le-bas, Blotzheim, l'Aéroport international de Bâle-Mulhouse-Fribourg, se poursuit à l'Est jusqu'à Saint-Louis-la-Chaussée au carrefour avec la D66 juste devant la Réserve Naturelle Nationale de La Petite Camargue.
En 2017, le Conseil départemental du Haut-Rhin estimait en moyenne à 3182 le nombre de véhicules qui traversent chaque jour le village.

#### La piste cyclable
En bordure Sud du banc communal, la commune est traversée sur l'axe Est-Ouest par une piste cyclable reliant Blotzheim à Attenschwiller.

#### L'ancienne ligne de chemin de fer
Le village a été desservi de 1929 à 1955 par une ligne de chemin de fer aujourd'hui fermée et disparue, la ligne de Waldighoffen à Saint-Louis-La Chaussée. Seuls un ancien pont ferroviaire encore en état au cœur du village ainsi que l'ancienne gare transformée aujourd'hui en logements témoignent encore de l'existence de cette ligne.
Un ancien du village raconte dans ses souvenirs de jeunesse la construction de la nouvelle voie ferrée dans le village : « Dans les années 1910-1911 a été décidée la construction d’une voie de chemin de fer entre Saint-Louis et Waldighofen et ont commencé les travaux d’arpentage. Les tractations pour acquérir les terrains en question ont traîné en longueur parce qu’il existe toujours des gens qui ont peu de considération pour l’intérêt général. Mais tout a pu être réglé avec plus ou moins de pressions ; les prix relativement intéressants qui ont été versés pour les terrains cédés y ont considérablement contribué. En 1913, la construction de la nouvelle voie ferrée a bientôt commencé ; c’est sur notre champ au bord de la route de Blotzheim qu’ils ont creusé le puits pour la gare. Il est très profond. De gros travaux de terrassement sont à effectuer car la ligne passe à travers une région de collines. C’est la raison pour laquelle on a fait venir ici des terrassiers italiens en grand nombre ; on a installé pour eux une cantine le long de la route de Blotzheim ; elle était tenue par un aubergiste du Pays de Bade. C’est un endroit où il y a beaucoup de bruit, jusque tard dans la nuit ; les disputes et rixes n’y sont pas rares, surtout les samedis et les dimanches. En 1914, jusque vers le milieu de l’année, la construction de la gare avance à grands pas. La sortie du village vers Blotzheim en est toute transformée. La vieille maison de Louis Simon, appelé « s’Mäis Lüwi » doit disparaître pour laisser la place aux moyens de transports des temps nouveaux. Le « Lüwi » est un original qui ne sortira de sa maison que lorsque le premier des peupliers qui entouraient sa maison tombera sur son toit ! La construction du pont voûté, qui se dresse déjà joliment là-haut dans le virage vers Blotzheim a donné une tout autre allure au paysage. En ce qui concerne les chemins de terre qui se trouvent maintenant de l’autre côté du pont, certains ont été déplacés et d’autres débouchent sur une nouvelle sortie. Du reste, le transfert de ces chemins de l’administration de la gare à celle de la commune a été l’objet de longues tractations qui ont, pour autant que je me souvienne, seulement trouvé une solution définitive après la guerre. »

### Hydrographie

#### Réseau hydrographique
La commune est dans le bassin versant du Rhin au sein du bassin Rhin-Meuse. Elle est drainée par le ruisseau Alte-Bach, le Thurbach et le ruisseau l'Attenbach,,.
Le Alte Bach, d'une longueur de 13 km, prend sa source dans la commune de Michelbach-le-Haut et se jette  dans 0 à Bartenheim, après avoir traversé six communes.

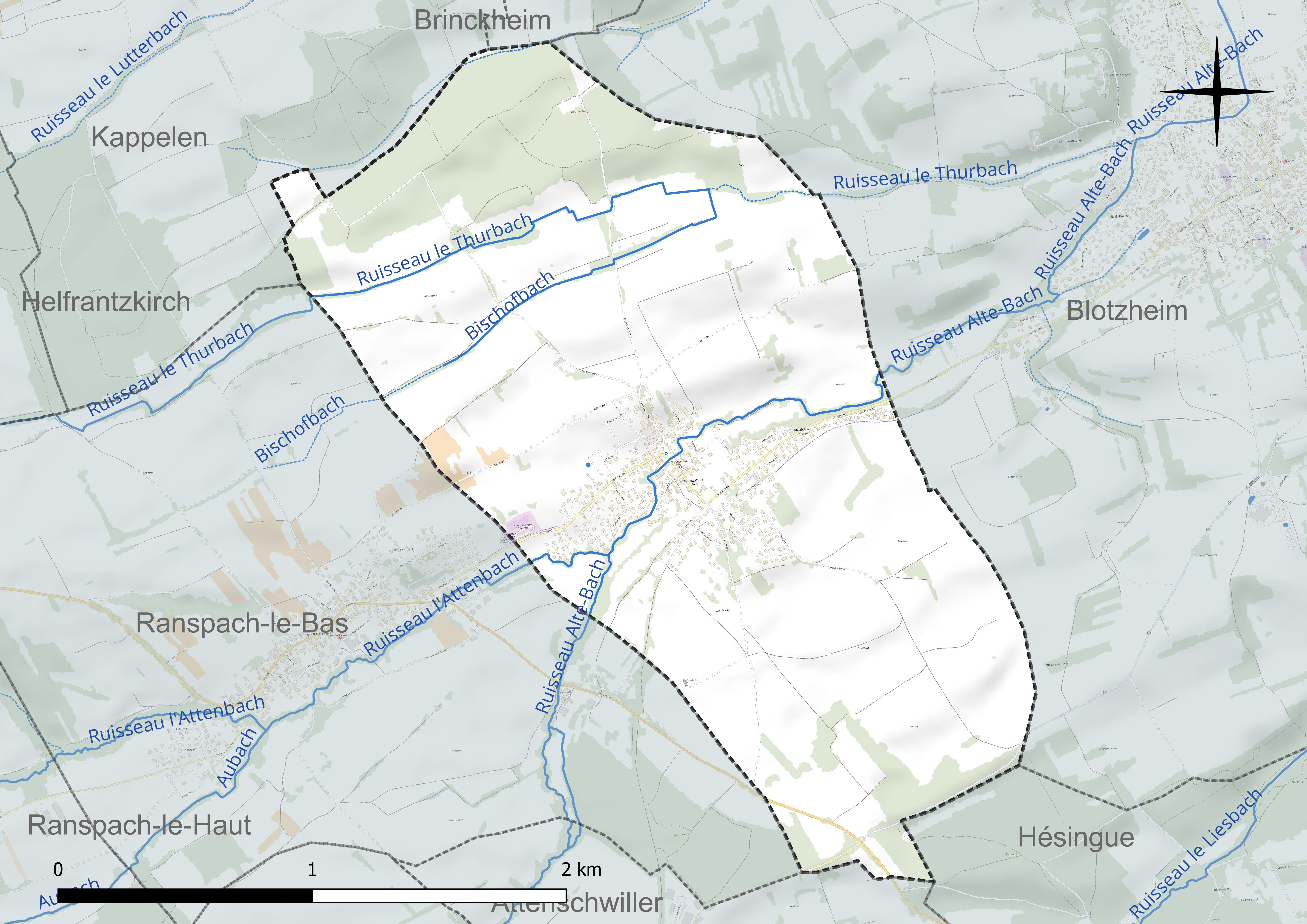
Réseau hydrographique de Michelbach-le-Bas.

#### Gestion et qualité des eaux
Le territoire communal est couvert par le schéma d'aménagement et de gestion des eaux (SAGE) « Ill Nappe Rhin ». Ce document de planification concerne la nappe phréatique rhénane, les cours d'eau de la plaine d'Alsace et du piémont oriental du Sundgau, les canaux situés entre l'Ill et le Rhin et les zones humides de la plaine d'Alsace. Le périmètre s’étend sur 3 596 km2. Il a été approuvé le 17 janvier 2005. La structure porteuse de l'élaboration et de la mise en œuvre est la région Grand Est.
La qualité des cours d’eau peut être consultée sur un site dédié géré par les agences de l’eau et l’Agence française pour la biodiversité.

### Climat
Pour des articles plus généraux, voir Climat du Grand Est et Climat du Haut-Rhin.
En 2010, le climat de la commune est de type climat des marges montargnardes, selon une étude du Centre national de la recherche scientifique s'appuyant sur une série de données couvrant la période 1971-2000. En 2020, Météo-France publie une typologie des climats de la France métropolitaine dans laquelle la commune est dans une zone de transition entre le climat semi-continental et le climat de montagne et est dans la région climatique Alsace, caractérisée par une pluviométrie faible, particulièrement en automne et en hiver, un été chaud et bien ensoleillé, une humidité de l’air basse au printemps et en été, des vents faibles et des brouillards fréquents en automne (25 à 30 jours).
Pour la période 1971-2000, la température annuelle moyenne est de 10,1 °C, avec une amplitude thermique annuelle de 17,5 °C. Le cumul annuel moyen de précipitations est de 713 mm, avec 8,2 jours de précipitations en janvier et 9,1 jours en juillet. Pour la période 1991-2020, la température moyenne annuelle observée sur la station météorologique de Météo-France la plus proche, « Bâle-Mulhouse », sur la commune de Saint-Louis à 7 km à vol d'oiseau, est de 11,1 °C et le cumul annuel moyen de précipitations est de 764,3 mm. 
La température maximale relevée sur cette station est de 39,1 °C, atteinte le 13 août 2003 ; la température minimale est de −23,5 °C, atteinte le 6 janvier 1985,,.
Les paramètres climatiques de la commune ont été estimés pour le milieu du siècle (2041-2070) selon différents scénarios d'émission de gaz à effet de serre à partir des nouvelles projections climatiques de référence DRIAS-2020. Ils sont consultables sur un site dédié publié par Météo-France en novembre 2022.

## Urbanisme

### Typologie
Au 1er janvier 2024, Michelbach-le-Bas est catégorisée bourg rural, selon la nouvelle grille communale de densité à sept niveaux définie par l'Insee en 2022.
Elle est située hors unité urbaine. Par ailleurs la commune fait partie de l'aire d'attraction de Bâle - Saint-Louis (partie française), dont elle est une commune de la couronne,. Cette aire, qui regroupe 94 communes, est catégorisée dans les aires de 200 000 à moins de 700 000 habitants,.

### Occupation des sols
L'occupation des sols de la commune, telle qu'elle ressort de la base de données européenne d’occupation biophysique des sols Corine Land Cover (CLC), est marquée par l'importance des territoires agricoles (74,5 % en 2018), en diminution par rapport à 1990 (76,4 %). La répartition détaillée en 2018 est la suivante : 
zones agricoles hétérogènes (73,9 %), forêts (16,7 %), zones urbanisées (8,8 %), terres arables (0,6 %). L'évolution de l’occupation des sols de la commune et de ses infrastructures peut être observée sur les différentes représentations cartographiques du territoire : la carte de Cassini (XVIIIe siècle), la carte d'état-major (1820-1866) et les cartes ou photos aériennes de l'IGN pour la période actuelle (1950 à aujourd'hui).

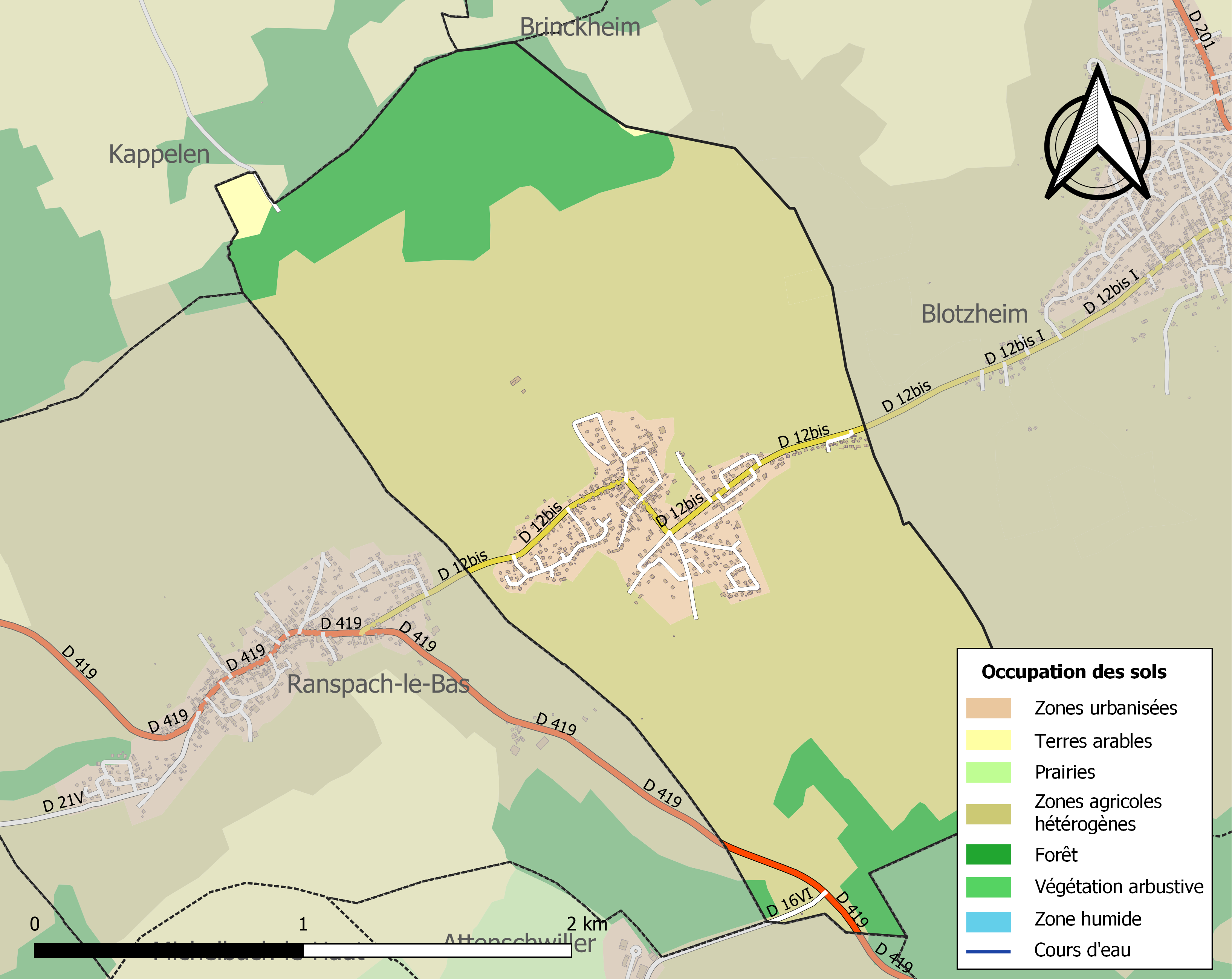
Carte des infrastructures et de l'occupation des sols de la commune en 2018 (CLC).

## Toponymie
Le nom du village « Michelbach » signifie « Le grand ruisseau », se référant très certainement au ruisseau qui traverse le village, « l'Altenbach ». En effet, « michel » vient de « mechlen » qui signifie « grand », et « bach » signifie « ruisseau ». Le village s'est aussi jadis appelé en allemand : Niedermichelbach, mais différentes variantes du nom du village existent, selon l'époque et la langue officielle en usage, dans les archives connues : Bas Michelbach, Inferiori Michelbach, Inf. Michelbach, Nidermichelbach, Nider Michelbach, Nid. Mihelbach, Niedermichelbach, N'michelbach.

## Histoire

### Héraldique et origine du village
Le lion représenté sur les armoiries du villages est emprunté à une borne du XVIIe siècle qui se trouve à la limite du ban (voir les armes du village dans la section Héraldique de cet article). Le champ rouge et la clef d'argent rappellent les armes des comtes de Montjoie-Hirsingue qui, au XVIIIe siècle, étaient les derniers seigneurs décimateurs du lieu. Il semblerait que Michelbach-le-bas fut une dépendance de Michelbach-le-haut et de son couvent Saint-Appolinaire, le tout appartenant à la Seigneurie de Landser (bailliage du Haut-Landser). Les couvents de Bâle, Lucelle et Blotzheim y possédaient des biens,.

### Histoire moderne et contemporaine[25]
Au cours des XIXe et XXe siècles, la commune s'est amplement développée et équipée de nombreuses infrastructures nécessaires. Une des étapes charnières fut la construction de l'église Saint-Théodore en 1800-1805. On peut également noter l'établissement, en 1811, du premier cadastre du village (qui sera refait en 1975). En 1830, la commune devient officiellement une paroisse, après avoir été longtemps une annexe de la paroisse de Ranspach-le-bas. En 1912, débute la construction du chemin de fer Saint-Louis/Waldighoffen qui traverse le village, et une gare, qui desservait aussi la commune de Ranspach-le-bas, est construite sur la crête du village. C'est en 1914 que circula le premier train sur cette nouvelle ligne de chemin de fer. En 1929, débute la mise en place d'un l'éclairage électrique dans le village. Moins de 40 ans après sa mise en service, la ligne de chemin de fer est supprimée en 1952.
C'est le 1er août 1966 que le premier réseau d'adduction d'eau est mis en service dans le village. En 1971, l'organisation du ramassage des ordures ménagères en mise en place. Le corps de Sapeurs Pompiers est créé en 1972. C'est en 1973 que sont construits la nouvelle mairie et l'école maternelle, et, à côté, le dépôt de pompes avec un logement de service à l'étage. En 1974, la rue de Lubbon-Landes (anciennement rue des prés) est inaugurée. Au cours de l'année 1975, le cadastre est refait, et une école primaire en préfabriqués est installée en haut du village sur la rue de Blotzheim, avec deux salles de classe, près de l'actuel local "basket". La même année, le lotissement de la rue des Frênes est achevé. En 1978, l'église du village est rénovée ; en 1980 la première tranche d'assainissement est réalisée. En 1983, la commune construit, sur la rue de Blotzheim, à côté de l'école en préfabriqués, un nouveau complexe comprenant une école primaire, une salle des fêtes baptisée "Alphonse Muller" et des logements dans le bâtiment de l'ancienne gare. En 1984, est rénové l'ancien bâtiment de l'école, situé rue de la République. Le pont situé rue de la Halle est restauré en 1986. L'année 1988, le nouveau lotissement Obere Matten est construit (rue des Aulnes). L'atelier communal situé rue des Merles est construit en 1991, et, l'année suivante, en 1992, le nouveau véhicule de première intervention du Corps local des Sapeurs Pompiers est inauguré. En 1994, le nouveau lotissement de la "rue des Lilas" est construit au-dessus de la rue du Jura. L'année 1997, le clocher de l'église du village est complètement rénové, et deux nouvelles cloches y sont installées.

## Politique et administration

### Conseil municipal
Le conseil municipal est composé de 15 élus (le maire, 4 adjoints, 10 conseillers municipaux).

### Personnel employé par la commune
En 2018, la commune emploie 5 personnes : un employé au service administratif (accueil et secrétariat à la mairie), trois employés au service technique (travaux et entretien, nettoyage, tâches diverses), une agent territoriale spécialisée des écoles maternelles.

### Jumelages
La commune est jumelée avec Lubbon dans les Landes.

## Démographie
En 2022, la commune de Michelbach-le-Bas comptait 709 habitants. À partir du XXIe siècle, les recensements réels des communes de moins de 10 000 habitants ont lieu tous les cinq ans. Les autres « recensements » sont des estimations.
| 1793 | 1800 | 1806 | 1821 | 1831 | 1836 | 1841 | 1846 | 1851 |
| ---- | ---- | ---- | ---- | ---- | ---- | ---- | ---- | ---- |
| 296  | 314  | 335  | 365  | 362  | 371  | 382  | 410  | 377  |

| 1856 | 1861 | 1866 | 1871 | 1875 | 1880 | 1885 | 1890 | 1895 |
| ---- | ---- | ---- | ---- | ---- | ---- | ---- | ---- | ---- |
| 345  | 330  | 362  | 356  | 351  | 342  | 310  | 282  | 277  |

| 1900 | 1905 | 1910 | 1921 | 1926 | 1931 | 1936 | 1946 | 1954 |
| ---- | ---- | ---- | ---- | ---- | ---- | ---- | ---- | ---- |
| 269  | 261  | 266  | 224  | 236  | 252  | 238  | 234  | 243  |

| 1962 | 1968 | 1975 | 1982 | 1990 | 1999 | 2006 | 2011 | 2016 |
| ---- | ---- | ---- | ---- | ---- | ---- | ---- | ---- | ---- |
| 251  | 285  | 403  | 583  | 627  | 724  | 719  | 703  | 698  |

| 2021 | 2022 | - | - | - | - | - | - | - |
| ---- | ---- | - | - | - | - | - | - | - |
| 705  | 709  | - | - | - | - | - | - | - |

## Économie

### Activités agricoles
La commune fut par le passé essentiellement agricole, avec jusqu'à une époque récente une laiterie villageoise. Plusieurs fermes ont stoppé leur activité, d'autres l'ont réduite ; néanmoins plusieurs fermes sont toujours encore en activité aujourd'hui dans le village.

### Activités industrielles
Le village n'a jamais accueilli d'industrie en son sein. A part une petite société indépendante de production d'électricité depuis 2010.

### Activités commerciales et de restauration dans le village
Le "Restaurant de la Poste" fut le dernier commerce du village à avoir pignon sur rue, il a fermé ses portes le 31 décembre 1997. Seul le Dorfhisle, géré par l'AVAM, assure encore une activité de restauration (avec une Licence IV) mais de manière associative et lors d'événements épisodiques dans l'année.

## Culture locale et patrimoine

### Vie religieuse: la paroisse catholique du village

#### L'église Saint-Théodore
L'église a été construite entre 1800 et 1805 ; selon certains historiens, l'édifice religieux a été achevé en 1804. La date 1832 inscrite sur le porche est probablement une date d'agrandissement de l'église ou de rénovation.
L'église est sous le patronage de saint Théodore. La statue du XVIIIe siècle de saint Théodore en témoigne, elle est située devant à droite dans l'église du village et représente le saint avec à ses pieds une cloche et le démon. Il s'agit bien de Théodore d'Octodure (appelé aussi Théodore ou Théodule du Valais ou de Sion), qui est un missionnaire venu évangéliser la Suisse au IVe siècle et qui est habituellement représenté ainsi. Selon la légende, le saint aurait obligé le démon à porter une cloche de Rome à Sion, comme le souligne ses attributs.
On trouve également dans l'église une statue de Saint-Sébastien datant du XVIIe siècle (au fond à gauche de l'église), et une statue de la Vierge à l'enfant (devant à gauche dans l'église) datant du XVIIIe siècle.

#### La paroisse catholique Saint-Théodore
La paroisse catholique du village est créée le 16 août 1844. Avant cette date, le village était une annexe de la paroisse catholique de Ranspach-le-bas. Aujourd'hui la paroisse de Michelbach-le-bas, toujours dotée d'un Conseil de Fabrique propre, fait partie de la Communauté de paroisses "Terre d'Envol", regroupant 5 paroisses (Blotzheim, Michelbach-le-bas, Hésingue, Hégenheim, Buschwiller) desservies par un même curé logeant à Hégenheim.

#### Liste des curés successifs de la paroisse Saint-Théodore depuis sa création en 1844[37]
| Période                                  | Période    | Identité            | Étiquette | Qualité                    |
| ---------------------------------------- | ---------- | ------------------- | --------- | -------------------------- |
| 17/08/1844                               | 23/11/1871 | Dominique Schmitt   |           |                            |
| 20/08/1872                               | 30/06/1895 | Victor Schlotter    |           |                            |
| 01/07/1895                               | 30/09/1901 | Joseph Alter        |           |                            |
| 01/10/1901                               | 29/12/1911 | Justin Ziegler      |           |                            |
| 28/02/1912                               | 25/03/1927 | Auguste Wildmann    |           |                            |
| 08/06/1927                               | 12/07/1938 | Isidore Kueny       |           | curé de Michelbach-le-haut |
| 13/07/1938                               | 17/10/1939 | Joseph Kuentz       |           | CSSP                       |
| 18/10/1939                               | 15/12/1974 | Alphonse Muller     |           | CSSP                       |
| 16/12/1974                               | 1976       | Charles Stoerkel    |           | CSSP                       |
| 1976                                     | 1985       | Léon Muller         |           | CSSP                       |
| 1985                                     | 2002       | Henri Foeller       |           | curé de Blotzheim          |
| 2002                                     | 2008       | André Mislin        |           | curé de Blotzheim          |
| 08/09/2008                               | 14/09/2013 | Eric Maier          |           | curé de Hégenheim          |
| 15/09/2013                               | En cours   | Jean-Pierre Buecher |           | CSSP, curé de Hégenheim    |
| Les données manquantes sont à compléter. |            |                     |           |                            |

Le curé Léon Muller, CSSP est décédé le 3 novembre 2011. Par ailleurs, le curé Henri Foeller fut secondé dans son service par des prêtres de la communauté spiritaine de Blotzheim (CSSP) : Roger Schnabel, Albert Gully, Paul Schoeffel, Etienne Vogel (décédé le 2 février 2017), Henri Sutter, et d'autres missionnaires de passage. Quant au curé Eric Maier, il fut aidé dans sa charge pastorale par l'abbé Zarzycki Zygmunt (décédé le 5 février 2019). Enfin, l'actuel curé Jean-Pierre Buecher a été successivement épaulé par les prêtres spiritains Lucien Heitz, Mike Massawe (décédé le 26 octobre 2015), David Normanyo et d'autres missionnaires de passage de la communauté spiritaine de Blotzheim.

#### La chorale Saint-Cécile (de 1924 à aujourd'hui)[42]
Créé par l'instituteur Emile Kieffer, qui en assurait la direction et en était également organiste jusqu'à son départ du village en 1947, le chœur d'homme Liberté débuta le 6 octobre 1924, avant d'adhérer en 1948 à l'Union Sainte-Cécile du Diocèse de Strasbourg, prenant alors le nom de Chorale Sainte-Cécile. Cette dernière fut ensuite dirigée et accompagnée à l'orgue par Emile Goepfert jusqu'en 1986, et c'est sous le curé Charles Stoerkel au milieu des années 1970 que la chorale devint mixte quand quelques femmes du village vinrent unir leurs voix à celles des hommes. Dans cette même période de nombreux jeunes viennent rejoindre la chorale en pleine croissance. Aujourd'hui vieillissante et ayant besoin de relève, la chorale continue de soutenir le chant de la communauté lors des célébrations paroissiales.

### Vie associative du village
Le village est fort d'une vie associative bien développée, dont les associations actuelles sont :
- AVAM (Association Villageoise d'Animation de Michelbach-le-bas), qui gère notamment le Dorfhisle
- Chorale Sainte-Cécile, qui anime entre autres les offices religieux à l'église (détails dans la rubrique précédente "Vie religieuse : la paroisse catholique du village")
- Club cyclotouristique des 3 frontières
- Basket Club de Michelbach-le-bas (BCM)
- Conseil de fabrique de l'Eglise (établissement public du culte)
- Donneur de sang
- Groupe nature
- Maisons des jeunes et de la Culture (MJC)
- Amicale des Sapeurs-Pompiers
- Association pour la Protection de la Nature (APN)

Le siège de la Ronde des Fêtes se situe dans la commune.

### Lieux et monuments

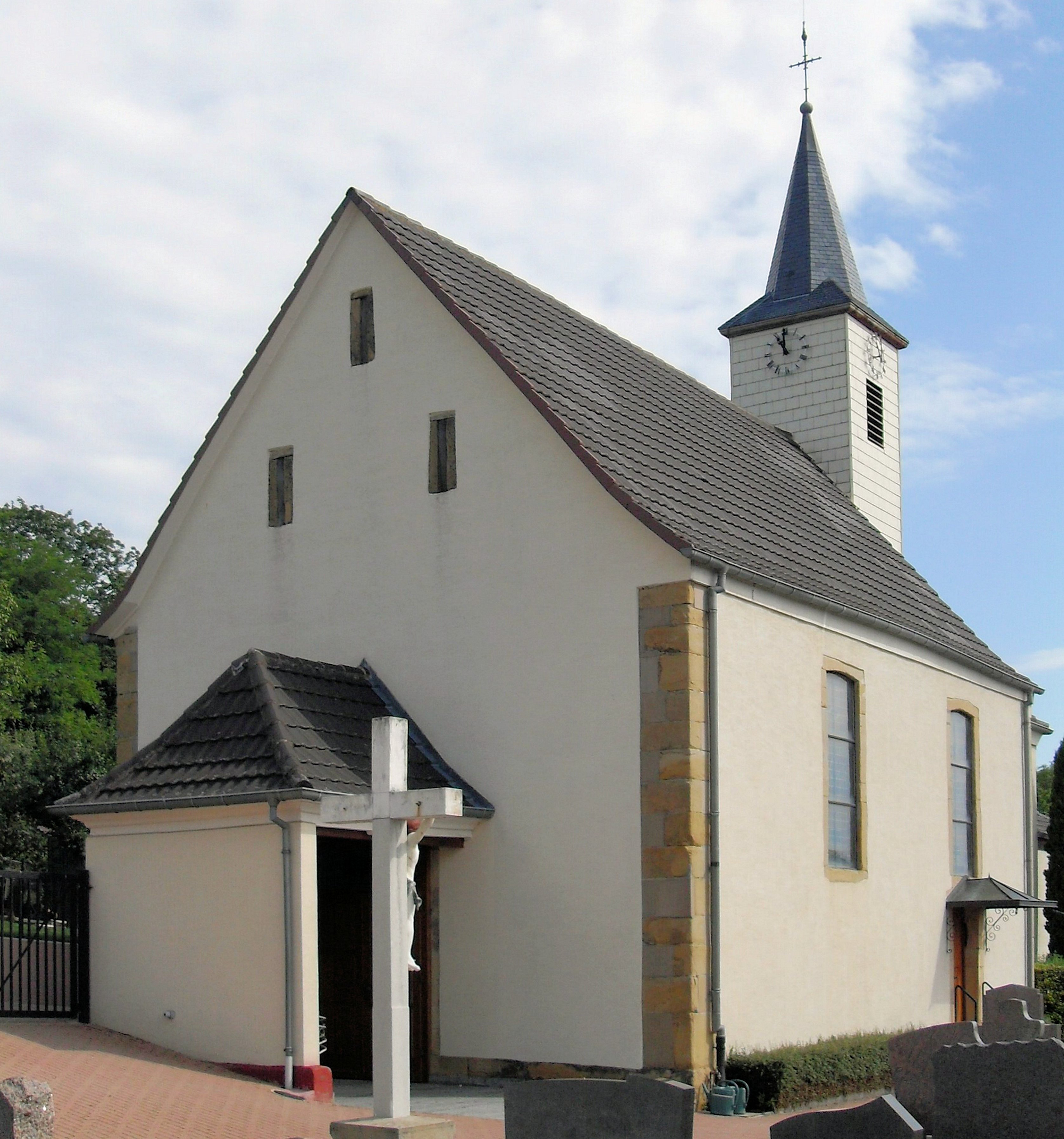
L'église Saint-Théodore.

Plusieurs édifices et lieux témoignent de l'histoire du village :
- De nombreuses maisons anciennes à colombages
- L'ancien moulin du village (on trouve encore les anciennes meules du moulin[28])
- Le Dorhisle (ancienne mairie, actuellement maison associative du village)
- L'église paroissiale saint Théodore
- L'ancienne gare (à côté de l'actuelle école primaire)
- Le pont de chemin de fer (vers la rue des vignes)
- Les vestiges de la ligne de défense Maginot, dont trois édifices mineurs sont présents sur le banc communal : l'abri dit Hocheich situé sur le chemin de campagne allant vers Kappelen, au niveau de la parcelle dite "Auf der Hocheich"[44] ; l'abri situé sur le chemin de campagne allant vers Attenschwiller[45], la chambre de coupure (local technique) située sur la parcelle dite "Grundweg" qui se situe dans des champs proches de Blotzheim[46]

D'autres lieux plus récents témoignent de la vitalité du village :
- La mairie et l'école maternelle (complexe construit en 1972)
- L'école primaire et la salle polyvalente Alphonse Muller (complexe construit en 1983)
- Caserne des pompiers (construite en 1991)

Des photos anciennes sont consultables sur ce site : Photos anciennes de Michelbach-le-bas.

### Personnalités liées à la commune
- Frédéric Striby (né le 9 juin 1943 à Sierentz et mort le 7 mars 2013), homme politique français : maire de Michelbach-le-bas de 1971 à 2008, député européen de 1994 à 1999, conseiller général de 1991 à 2011, vice-président départemental chargé de la commission des actions et des relations internationales.

### Héraldique
| Blason de Michelbach-le-Bas | Les armes de Michelbach-le-Bas se blasonnent ainsi : « De gueules au lion d'or tenant dans sa patte dextre une clé d'argent posée en barre. » |